# والنتینا لودووینی
والنتینا لودووینی (ایتالیایی: Valentina Lodovini؛ زادهٔ ۱۴ مهٔ ۱۹۷۸) بازیگر اهل ایتالیا است. وی از سال ۲۰۰۴ میلادی تاکنون مشغول فعالیت بوده‌است و نامزد دریافت جایزه دیوید دی دوناتلو بهترین بازیگر زن بوده است.
از فیلم‌ها یا مجموعه‌های تلویزیونی که وی در آن‌ها نقش داشته است، می‌توان به زن رویاهای من اشاره نمود.